# Paul Jenft
Paul Jenft (ur. 16 czerwca 2003 w Grenoble) – francuski wspinacz sportowy specjalizujący się w boulderingu i w prowadzeniu, olimpijczyk z Paryża 2024.
Ma 190 cm wzrostu, co jest rzadkością wśród wspinaczy. Z wysokiego wzrostu i większej od innych zawodników rozpiętości ramion udało mu się uczynić zaletę na standardowych  trasach, projektowanych zwykle dla niższych wspinaczy.

## Udział w zawodach międzynarodowych
| Impreza                     | Rok  | Gospodarz  | Wynik      | Wynik       | Wynik  |
| Impreza                     | Rok  | Gospodarz  | bouldering | prowadzenie | łączna |
| --------------------------- | ---- | ---------- | ---------- | ----------- | ------ |
| Igrzyska olimpijskie        | 2024 | Paryż      | –          | –           | 8      |
| World Games                 | 2022 | Birmingham | 8          | 7           | –      |
| Mistrzostwa świata          | 2021 | Moskwa     | –          | 28          | –      |
| Mistrzostwa świata          | 2023 | Berno      | 11         | 6           | 8      |
| Mistrzostwa Europy          | 2022 | Monachium  | 7          | 18          | –      |
| Mistrzostwa świata juniorów | 2017 | Innsbruck  | 10         | –           | –      |
| Mistrzostwa świata juniorów | 2018 | Moskwa     | 4          | 4           | –      |
| Mistrzostwa świata juniorów | 2019 | Arco       | 4          | 6           | –      |
| Mistrzostwa świata juniorów | 2021 | Woroneż    | brąz       | srebro      | –      |